# Cléville, Seine-Maritime
Cléville är en kommun i departementet Seine-Maritime i regionen Normandie i norra Frankrike. Kommunen ligger i kantonen Fauville-en-Caux som tillhör arrondissementet Le Havre. År 2022 hade Cléville 139 invånare.

## Befolkningsutveckling
Antalet invånare i kommunen Cléville
| Referens: INSEE |